# Contact électrique
« Faux contact » redirige ici.  Pour la série télévisée belge, voir Faux contact (série télévisée).
Un contact électrique est un système permettant le passage d'un courant électrique à travers deux éléments de circuit mécaniquement dissociables. C'est un des éléments principaux des composants électromécaniques : contacteur, relais, interrupteur, disjoncteur. Il est aussi la clé de tous les systèmes de connectique.
Le contact électrique est caractérisé par sa résistance de contact, sa résistance à l'érosion, sa résistance à l'oxydation. Afin d'optimiser ses caractéristiques, les surfaces destinées à assurer la fonction de contact sont recouvertes par plaquage, ou comportent une partie massive ajoutée, d'un matériau particulier.

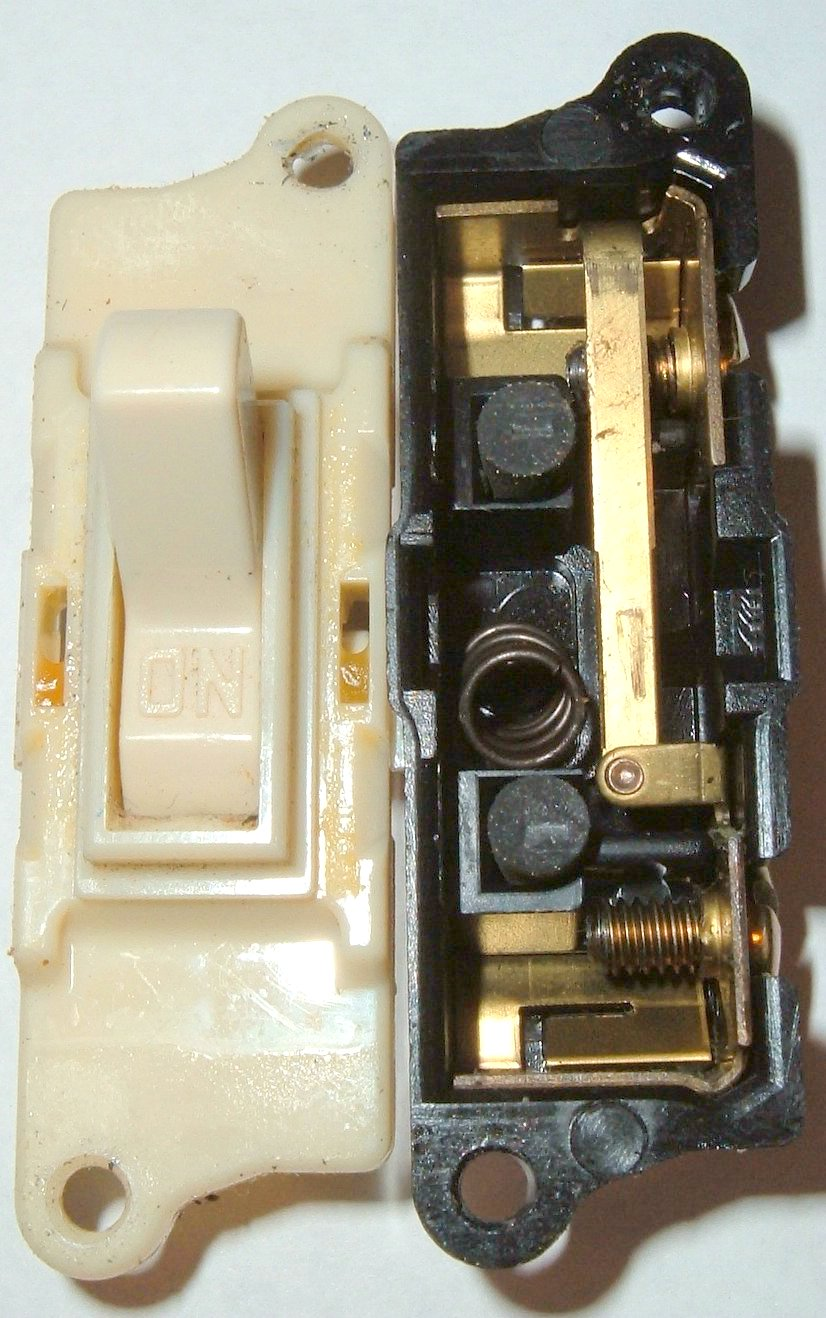
Interrupteur avec contacts NO (Normalement Ouvert).

En électrotechnique, il y a deux états par défaut :
- NO (Normalement Ouvert)
- NF (Normalement Fermé)

## Matériaux

### Or
- résistance de contact faible et stable
- haute résistance à la formation de film de surface.
- destiné à des circuits secs ou de faible puissance
- les contacts à haute densité d'or sont chers et peu résistants au transfert de matière, en particulier pour des courants supérieurs au 1/2A
- peu résistant au collage, soudure, déformation et usure mécaniques.
- Les alliages avec du nickel, de l'argent, du palladium, etc améliorent sa résistance mécanique au détriment de la conductivité. les techniques de déposition sous pression permettent d'utiliser des alliages d'or en fine couche sur des matériaux tels que argent, palladium, platine, nickel, permettant des performances aussi bien pour des circuits secs, que pour des circuits de 2 ou 3A.
- Une certaine force d'ouverture doit être appliquée aux contacts pour contrer le problème de collage ou de soudure des contacts dorés.
- Les contacts plaqués or ont une meilleure conductivité que les contacts non plaqués, tels que l'argent.
- Les contacts plaqués or ont une faible durée de vie avec des charges qui favorisent l'érosion électrique
- Les contacts plaqués or résistent à la formation de sulfites et d'oxydes lors du stockage ou d'applications nécessitant peu de commutations.
- Les contacts plaqués or ont tendance à coller[1].

### Palladium/platine
- points de fusion et d'ébullition élevés
- haute rés. à l'oxydation et aux attaques chimiques : résistance de contact faible et stable
- coût du platine élevé
- conductivités électrique et thermique basses
- création de polymères isolants en présence de vapeurs organiques, lors du nettoyage ou une action de contact glissant
- le matériau pur est malléable et déformable (déformation possible due à une usure mécanique)
- alliage avec d'autres métaux (argent, or, nickel, cuivre, etc) : augmentation de la dureté, de la formation de polymères (argent), diminution de la conductivité.
- faible conductivité du palladium/platine : commutation de faibles courants (1-2A)[1]

### Tungstène
- importante résistance à l'abrasion mécanique, à l'érosion électrique et à la soudure grâce au point de fusion élevé du tungstène.
- faible conductivité et résistance de contact élevée limitent le courant admissible à 3-5A, même pour des forces de contact élevées
- tendance à la formation d'épaisses couches d'oxydation
- matériau difficile à conditionner : existe sous la forme de disque riveté par du cuivre, du nickel ou de l'acier plaqué au nickel[1].

## Protection des contacts

### Protection des personnes
Les contacts, notamment les interrupteurs, ne doivent pas présenter de risque pour l'utilisateur (électrocution, blessure mécanique). C'est la classe qui définit le niveau de protection électrique (voir sujet « Protection électrique »).
Les contacts sont aussi divisés en 2 catégories :
- Les « contacts secs » (dits aussi contacts hors tension)
- Les « contacts mouillés » (http://www.electropedia.org/iev/iev.nsf/display?openform&ievref=714-18-10)

Leurs définitions n'expriment pas un degré d'humidité mais l'origine du basculement d'état. Exemple : relais à contact mouillé au mercure.

### Protection contre les éléments extérieurs
Les contacts, notamment les interrupteurs, respectent une norme de protection en fonction de leur utilisation (milieu humide ou poussiéreux). C'est l'indice de protection (IP). Cette norme ne définit pas de protection relative aux gaz. Mais si la présence de gaz est une contrainte, l'IP68 est complètement étanche.

### Maintenance
Les contacts contiennent des matériaux plus ou moins oxydables selon le choix de fabrication. La classe de protection des personnes choisie lors de la conception oblige à garantir le maintien de ce niveau de sécurité tout au long de la vie du contact. La conception et fabrication doivent donc être pensées pour éviter au maximum l'entretien préventif et conserver les caractéristiques de basculement et de conductivité.
La technique la plus simple est le brossage des surfaces de contact grâce à une brosse métallique ou du papier abrasif. Hors tension, frotter jusqu'à disparition des oxydes.